# Zeinried

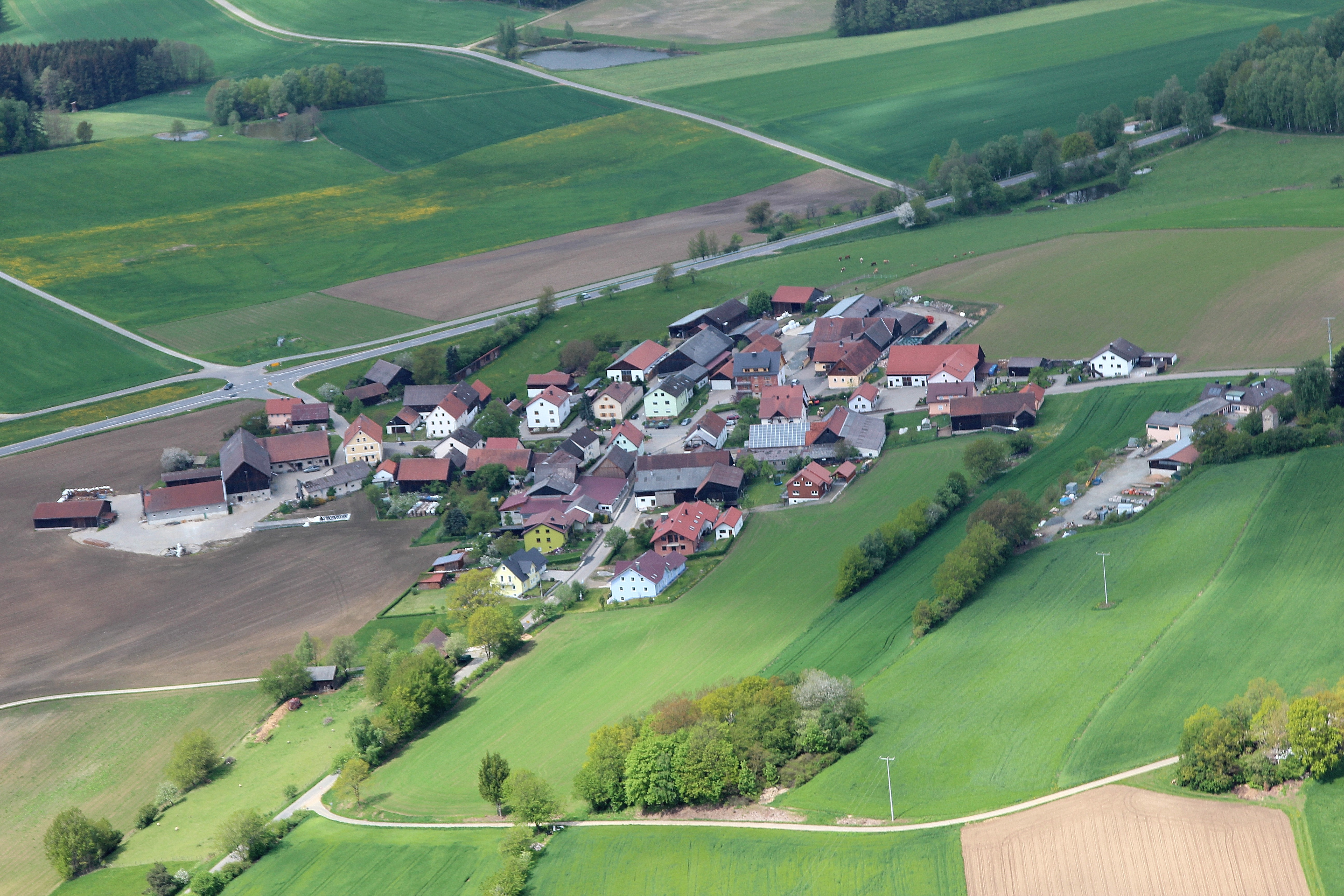
Zeinried 2015

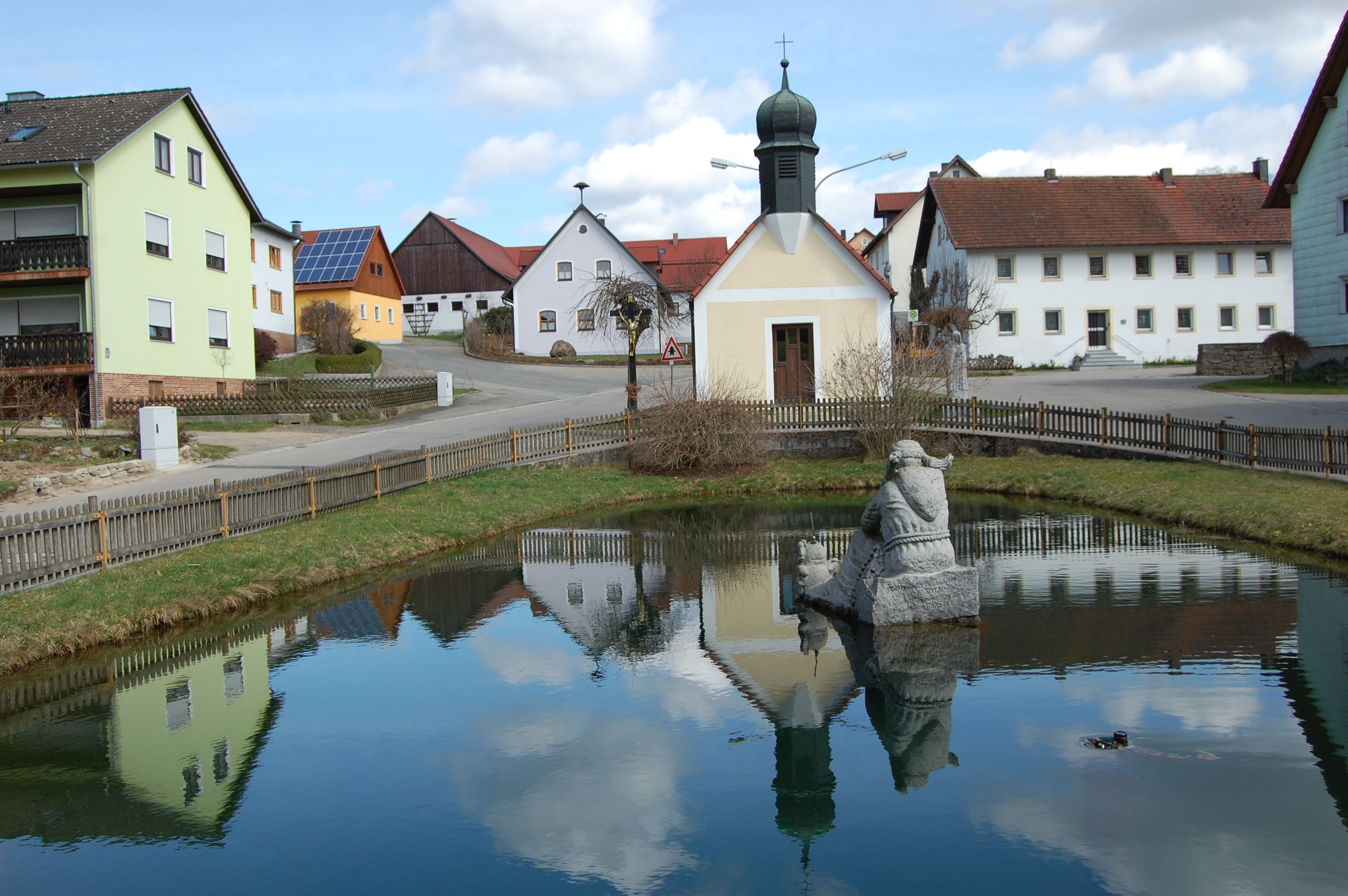
Dorfplatz Zeinried

Zeinried ist ein Gemeindeteil der Gemeinde Teunz im oberpfälzischen Landkreis Schwandorf und eine Gemarkung. Bis 1978 bestand die Gemeinde Zeinried.

## Geografie
Zeinried liegt in der Region Oberpfalz-Nord im nordöstlichen Teil des Landkreises Schwandorf direkt an der B 22, die von Cham in Richtung Weiden verläuft. An das Gemeindegebiet grenzt hier der Landkreis Neustadt an der Waldnaab an.

## Geschichte

### Rodungssiedlung Zeinried
Slawische Siedlungen, wie Teunz und Gleiritsch zählen zu den ältesten in diesem Gebiet. Bei Zeinried entspringt der Bach Gleiritsch, ein Wasserlauf mit slawischem Namen. Weiter fallen in den Altlandkreisen Nabburg und Oberviechtach drei große Gruppen von Ortsnamen auf, die über die Siedlungstätigkeit in dem Raum Aufschluss geben. Das sind die -dorf-Orte als älteste Siedlungsform in dem Gebiet, dann die richt- (Lampenricht) bzw. -ried-Orte und später die -hof-Orte (Bernhof).
Bei den -dorf-Orten handelt es sich um Basissiedlungen, denen die -richt- und -ried-Orte im 11. und 12. Jahrhundert folgten. Diese waren Rodungssiedlungen wie Pullenried, Wildeppenried, Gartenried, Hermannsried, Ödreichersried, Nunzenried und Zeinried. Bei Zeinried handelt es sich um eine Rodungssiedlung. Urkundlich belegte Quellen liegen bisher nicht vor, allein aufgrund des Ortsnamens ist von einer Gründung nach der Jahrtausendwende auszugehen.
In Urkunden aus dem Jahre 1399 erscheinen die Namen „Czevnrewt“ und „Zeunreut“. Darin sind die Besitzungen aufgeführt, welche die Paulsdorfer, die in Tännesberg saßen, an die pfälzischen Wittelsbacher verkauften.

### Statistische Beschreibungen

#### Zeinried (Mitte 16. Jahrhundert)
14 Anwesen: 7 Halbhöfe, 3 Gütel, 2 Sölden, 1 Hirtenhaus, 1 Schmiedstatt
Zehntrechte: Pfarrei Nabburg und St. Jobst zu Tännesberg

#### Zeinried (18. Jahrhundert)
18 Anwesen und das Hirtenhaus, Zeinried gehörte zur Pfarrei Teunz.

## Steuerdistrikt und Gemeindebildung
Das Königreich Bayern wurde 1808 in 15 Kreise eingeteilt. Diese Kreise wurden nach französischem Vorbild nach Flüssen benannt (Naabkreis, Regenkreis, Unterdonaukreis usw.). Die Kreise gliederten sich in Landgerichtsbezirke. Die Bezirke wiederum sollten in einzelne Gemeindegebiete eingeteilt werden. Die Gemeinde Zeinried gehörte zum Landgericht Vohenstrauß. Zur politischen Gemeinde Zeinried gehörten die Ortschaften „Zeinried und Schömersdorf“.
1821 kam es zur Bildung der Gemeinde Pilchau. Diese bildete mit der Neumühle und der Schnegelmühle eine Verwaltungseinheit.
Da jede Gemeinde mindestens 20 Häuser haben sollte, kam es 1830 zu einer Neugliederung. Der Gemeinde Zeinried gehörten nun neben dem Hauptort Zeinried Pilchau (heute Markt Tännesberg, Landkreis Neustadt a. d. Waldnaab), Miesmühle, Ödmiesbach, Schömerdorf und Weiherhäusl an.
1840 kam es zur Bildung „eines Landgerichts I. Klasse in Oberviechtach“. Die Gemeinde Zeinried kam mit der Gemeinde Bernhof zum Landgerichtsbezirk Oberviechtach, der nun aus 26 Gemeinden bestand.
Am 1. Mai 1978 wurde die Gemeinde Zeinried, bestehend aus dem Hauptort und Miesmühle, Neumühle, Ödmiesbach, Pilchau, Schnegelmühle, Schömersdorf und Weiherhäusl, aufgelöst. Letzter Bürgermeister war Hans Kiesl. Die Ortschaften Miesmühle, Ödmiesbach, Sömersdorf, Weiherhäusl und Zeinried kamen zur Gemeinde Teunz. Die Ortschaften Neumühle, Pilchau und Schnegelmühle wurden in den Markt Tännesberg eingegliedert, was verbunden war mit dem Wechsel in den Landkreis Neustadt an der Waldnaab.

## Vereine
- Freiwillige Feuerwehr Zeinried